# 196 (liczba)
196 (sto dziewięćdziesiąt sześć) – liczba naturalna następująca po 195 i poprzedzająca 197.

## W matematyce
- 196 jest liczbą kwadratową (142)
- 196 jest liczbą półdoskonałą[1]
- 196 jest liczbą Erdősa–Woodsa[2]
- 196 jest liczbą pięciościenną[3]
- 196 jest liczbą siedmiościenną[4]
- 196 jest palindromem liczbowym, czyli może być czytana w obu kierunkach, w pozycyjnym systemie liczbowym o bazie 13 (121)
- 196 należy do ośmiu trójek pitagorejskich (147, 196, 245), (196, 315, 371), (196, 672, 700), (196, 1365, 1379), (196, 2397, 2405), (196, 4800, 4804), (196, 9603, 9605).

## W nauce
- liczba atomowa unennhexium (niezsyntetyzowany pierwiastek chemiczny)
- galaktyka NGC 196
- planetoida (196) Philomela
- kometa krótkookresowa 196P/Tichý

## W kalendarzu
196. dniem w roku jest 15 lipca (w latach przestępnych jest to 14 lipca). Zobacz też co wydarzyło się w roku 196, oraz w roku 196 p.n.e.